# 명자
명자(일본어: 名字 묘우지[*]) 또는 묘자(일본어: 苗字)는 일본의 가(家; 가계, 가족 따위)의 이름이다. 법률상으로는 씨(氏)라고 부르며(일본 민법 제750조 및 제790조), 일반적으로는 성(姓)이라고도 한다.
명자는 본래 "묘우지"가 아니라 "나아자나"(일본어: 名字)라고 읽었는데, 중국의 자(字) 개념이 일본으로 들어오면서 생겨난 것으로 추측된다. 공경 등은 일찍이부터 저택이 소재한 지명 등을 칭호로 삼았고, 이것이 공가・무가의 명자로 발전하였다. "묘자"라는 표기는 근세 이후 나타나 유행했으나 "명자" 표기가 다시 일반적인 것이 되었다.
명자와 성(姓) 또는 씨(氏)는 별개의 존재였다. 예를 들어, 세이와 겐지 닛타 씨류를 자칭한 도쿠가와 이에야스의 경우, 「도쿠가와 지로사부로 미나모토노 아손 이에야스(徳川次郎三郎源朝臣家康)」가 정식 이름인데, 여기서 「도쿠가와(徳川)」가 명자(名字 묘우지[*]), 「지로사부로(次郎三郎)」가 통칭(通称 츠우쇼우[*]), 「미나모토노(源)」가 씨(氏 우지[*]) 또는 본성(本姓 혼세이[*]), 「아손(朝臣)」이 성(姓 카바네[*]), 「이에야스(家康)」가 휘(諱 이미나[*])에 해당한다.